# うずしお型潜水艦
うずしお型潜水艦（うずしおがたせんすいかん、英語: Uzushio-class submarine）は、海上自衛隊が運用していた通常動力型潜水艦の艦級。水上航行能力を相応に重視していた在来型船型を改め、水中性能を重視した涙滴型船型を採用した初の艦級である。
第3・4次防衛力整備計画により、昭和42年度から48年度にかけて7隻が建造された。順次に改良が重ねられているため、計画番号は、42・43SSがS118、44〜46SSがS119、47・48SSがS119Aとなっている。なお、当初は8番艦の計画もあったが、第一次オイルショックによる建造費高騰を受けて中止された。

## 来歴
海上自衛隊では、かつて、第2次防衛力整備計画の3年目にあたる昭和40年度計画で建造する潜水艦（40SS）において、涙滴型船型・1軸推進方式への移行を検討していた。これは、従来採用されていたマッコウクジラ型船型・2軸推進方式の艦と比して流体力学的に合理的で、水中運動性能に優れると考えられていた。しかし一方で、当時の技術では運用実績と安全性の懸念を解消できなかったことから、この時点では従来の設計に基づいて建造されることとなった（あさしお型）。
一方、アメリカ海軍においては、1953年に涙滴型船型・1軸推進方式の実験潜水艦「アルバコア」を就役させたのち、1959年より、その成果を反映したバーベル級潜水艦を艦隊配備していた。また日本においても、昭和35年度より技術研究本部で艦船模型による水槽実験を重ねるとともに、工作上の技術的検討も進められた結果、第3次防衛力整備計画では涙滴型船型・1軸推進方式の潜水艦を建造できる目処がついた。これに基づいて建造されたのが本型である。

## 設計
上記の経緯により、本型は涙滴型船型・1軸推進方式を採用しており、SSS（Single Screw Submarine）と通称された。これによって水中速力は20ノットに向上しており、また水上航行には不利な船型ではあるものの、推進力の強化によって12ノットの水上速力を確保している。

### 船体
構造様式はSSKと同様の完全複殻式に回帰している。また耐圧殻構造材としては、従来のNS46に加えて、新開発のNS63調質高張力鋼が一部に採用された。これはアメリカ海軍がパーミット級原子力潜水艦以降で採用したHY80（降伏耐力56 kgf/mm2）を越えることを目標として国内開発されたもので、その名の通り、降伏耐力63 kgf/mm2の性能を確保した。S119計画艦以降では耐圧殻は全てNS63としつつ、外殻構造等にはNS46を多用することで重量軽減を図り、潜入深度の増大に寄与している。これに伴い、S119計画艦以降では、艦外につながるハッチの数は5ヶ所から4ヶ所に減らされている。なお本型では、蓄電池搭載口について、従来は耐圧殻上部に鋲接合で設けられていたものを、昇降口を兼ねた準専用のものとしており、これによって電池換装後の再接合の手間を省略できるようになっている。耐圧殻はシェイカー型とされており、最大径が8メートルに達したことから、甲板は従来の2層から3層構造となった。艦内区画は5区画であり、1区画に浸水しても浮上可能なように設計されている。
このスペース増を利用して、急速浮上用の非常ブロワー装置や、二酸化炭素吸収剤を再利用可能なモノエタノールアミンとした空気清浄装置などが装備化された。また操舵装置は三次元自動操舵装置（ジョイスティック式）となり、あさしお型2番艦以降で搭載された自動針路保持装置や自動深度調整装置に加えて、旋回やトリムを自動的に行う装置などが装備された。なおソナーへの悪影響を避けるため、潜舵はセイル・プレーン式とされた。

### 機関
ディーゼル主機関としては、V型16気筒の川崎/MAN V8V24/30mAMTL型（850 rpm、水上2,100馬力/シュノーケル運転時1,950馬力）が2基搭載された。これはあさしお型で搭載されたV8V 24/30mMALを元に、シュノーケル運転時の水中速力向上にあわせて空気冷却器の採用など出力増加をはかったものである。主機は機械室に並列配置とされており、主発電機として、出力1,420 kWのSG-4がそれぞれに接続されている。ディーゼル主機関の出力増強にあわせて、これらの主発電機の容量も、SSLのSG-3シリーズと比して18パーセント増大している。またS119計画艦以降では、回転数を2,000 rpmに低減したSG-4B型に更新された。
上記の通り、本型は1軸推進方式を採用していることから、主電動機は1基で大出力を発揮できるものが必要とされた。このことから、電機子2個をタンデムに結合して一体化し、7,200馬力を確保したSM-4型が開発されて搭載され、S119計画艦ではSM-4B、S119A計画艦ではSM-4Cに更新された。S118計画艦の場合、蓄電池と電機子の接続は、速力（推進器回転数）に応じて下記のように行われる。
低速力（24～60 rpm）
主蓄電池は1群ずつを並列、電機子は直列に接続。
第1中間速力（100～155 rpm）
主蓄電池は2群ずつを並列、電機子は直列に接続。
第2中間速力（100～155 rpm）
主蓄電池は2群ずつを並列、電機子も並列に接続。
高速力（158～234 rpm）
主蓄電池は2群ずつを直列、電機子は並列に接続。
なお主電動機および主発電機の制御は、従来は抵抗式界磁調整器によって行なっていたが、S119計画艦以降のSG-4Bではサイリスタチョッパ方式に変更された。この方式は熱損失低減のほか、無接点式であることから遠隔自動運転など省力化に益している。また主電動機は出力増大とともに磁気騒音が増す傾向にあることから、S119A計画艦のSM-4Cでは改善が図られている。なお推進器はかわらず5翔式であるが、直径は3.6メートルと大型化されている（従来は2メートル径）。

## 装備
装備における最大の革新が、ZQQ-1統合ソナーの装備である。これは従来の聴音機（パッシブ・ソナー）をもとに監視系・精測系・逆探系を統合した複合システムで、送受波器を3個ずつのステーブにまとめて円筒形に配列することで全方位の同時監視機能を獲得した。また聴音機区画の音響窓を除く全面に吸音板を、後面に反射板を張ったことで、性能が大幅に向上している。
艦首部は、その性能を発揮するためのドームとして優先して設計されており、このために魚雷発射管は艦尾よりの中部に移動した。なお、S119計画艦ではZQQ-2、S119A計画艦ではZQQ-3に更新されており、S119A計画艦ではさらにこれとは別に探信儀としてSQS-36(J)が搭載されたほか、魚雷発射指揮装置として用いられていたTDC (Torpedo Data Computer) が廃止されて、武器コンソールはCRT表示に変更されるなどの改良が行われている。ただし同時に扱える目標数は1つに留まり、攻撃能力には課題を残した。
魚雷発射管としては、533mm径のHU-602を片舷3門ずつの計6門装備した。発射管の射線は船体中心と約10度の角度を持っている。魚雷としては、対水上用・非誘導式の72式魚雷と、対潜用・誘導式のMk.37が用いられていたが、72式は無誘導、Mk.37は炸薬量不足と、いずれも対艦用としては不満が残った。その後、昭和54年度以降、Mk.37の後継として80式魚雷が装備化された。
|          | S118  | S119  | S119A     |
| -------- | ----- | ----- | --------- |
| 主発電機 | SG-4  | SG-4B | SG-4B     |
| 主電動機 | SM-4  | SM-4B | SM-4C     |
| ソナー   | ZQQ-1 | ZQQ-2 | ZQQ-3     |
| ソナー   | −     | −     | SQS-36(J) |

## 比較表
|            |            | たいげい型                   | そうりゅう型           | そうりゅう型                   | おやしお型          | はるしお型          | ゆうしお型          | うずしお型          |
| 11番艦から | 10番艦まで | たいげい型                   |                        |                                | おやしお型          | はるしお型          | ゆうしお型          | うずしお型          |
| ---------- | ---------- | ---------------------------- | ---------------------- | ------------------------------ | ------------------- | ------------------- | ------------------- | ------------------- |
| 船体       | 船型       | 葉巻型                       | 葉巻型                 | 葉巻型                         | 葉巻型              | 涙滴型              | 涙滴型              | 涙滴型              |
| 船体       | 基準排水量 | 3,000トン                    | 2,950トン              | 2,950トン                      | 2,750トン           | 2,450トン           | 2,200トン           | 1,850トン           |
| 船体       | 水中排水量 | 不明                         | 4,200トン              | 4,200トン                      | 3,500トン           | 3,200トン           | 2,900トン           | 2,450トン           |
| 船体       | 全長       | 84.0 m                       | 84.0 m                 | 84.0 m                         | 82.0 m              | 77.0 m              | 76.0 m              | 72.0 m              |
| 船体       | 全幅       | 9.1 m                        | 9.1 m                  | 9.1 m                          | 8.9 m               | 10.0 m              | 9.9 m               | 9.9 m               |
| 船体       | 深さ       | 10.4 m                       | 10.3 m                 | 10.3 m                         | 10.3 m              | 10.5 m              | 10.2 m              | 10.1 m              |
| 船体       | 吃水       | 不明                         | 8.5 m                  | 8.5 m                          | 7.4 m               | 7.7 m               | 7.4 m               | 7.5 m               |
| 主機       | 機関       | ディーゼル+電動機            | ディーゼル+電動機      | ディーゼル+スターリング+電動機 | ディーゼル+電動機   | ディーゼル+電動機   | ディーゼル+電動機   | ディーゼル+電動機   |
| 主機       | 方式       | D・E                         | D・E                   | D・S・E                        | D・E                | D・E                | D・E                | D・E                |
| 主機       | 水上出力   | 不明                         | 3,900 PS               | 3,900 PS                       | 3,400 PS            | 3,400 PS            | 3,400 PS            | 3,400 PS            |
| 主機       | 水中出力   | 6,000 PS                     | 8,000 PS               | 8,000 PS                       | 7,700 PS            | 7,200 PS            | 7,200 PS            | 7,200 PS            |
| 主機       | 水上速力   | 不明                         | 13ノット               | 13ノット                       | 12ノット            | 12ノット            | 12ノット            | 12ノット            |
| 主機       | 水中速力   | 20ノット                     | 20ノット               | 20ノット                       | 20ノット            | 20ノット            | 20ノット            | 20ノット            |
| 兵装       | 水雷       | 533mm魚雷発射管×6門          | 533mm魚雷発射管×6門    | 533mm魚雷発射管×6門            | 533mm魚雷発射管×6門 | 533mm魚雷発射管×6門 | 533mm魚雷発射管×6門 | 533mm魚雷発射管×6門 |
| 兵装       | その他     | 潜水艦魚雷防御システム       | 潜水艦魚雷防御システム | 潜水艦魚雷防御システム         | ―                   | ―                   | ―                   | ―                   |
| 同型艦数   | 同型艦数   | 3隻 （1隻艤装中、3隻建造中） | 12隻                   | 12隻                           | 11隻                | 7隻 （退役）        | 10隻 （退役）       | 7隻 （退役）        |

## 同型艦
4番艦「なるしお」は、1974年11月9日に発生した第十雄洋丸事件に際し、消火困難に陥った第十雄洋丸を海没処分すべく災害派遣出動し、航空機による爆撃、護衛艦による砲撃、同艦による魚雷攻撃で撃沈した。
はるしお型の配備開始を念頭に、1987年より除籍と特務潜水艦(ATSS)への種別変更が開始された。3番艦「いそしお」は特務潜水艦に変更後、水中吸音材などの試験任務等に従事。1992年3月24日に除籍後、新型魚雷の試験のため実艦的として処分された。
| 計画番号 | 艦番号           | 艦名     | 建造                  | 起工                        | 進水                         | 竣工                         | 特務潜水艦への 艦種変更    | 除籍                        |
| -------- | ---------------- | -------- | --------------------- | --------------------------- | ---------------------------- | ---------------------------- | -------------------------- | --------------------------- |
| S118     | SS-566           | うずしお | 川崎造船 神戸工場     | 1968年 （昭和43年） 9月25日 | 1970年 （昭和45年） 3月11日  | 1971年 （昭和46年） 1月21日  | -------                    | 1987年 （昭和62年） 3月24日 |
| S118     | SS-567           | まきしお | 三菱重工業 神戸造船所 | 1969年 （昭和44年） 6月21日 | 1971年 （昭和46年） 1月27日  | 1972年 （昭和47年） 2月2日   | -------                    | 1988年 （昭和63年） 3月11日 |
| S119     | SS-568 ATSS-8001 | いそしお | 川崎造船 神戸工場     | 1970年 （昭和45年） 7月9日  | 1972年 （昭和47年） 3月18日  | 1972年 （昭和47年） 11月25日 | 1989年 （平成1年） 3月34日 | 1992年 （平成4年） 3月25日  |
| S119     | SS-569 ATSS-8002 | なるしお | 三菱重工業 神戸造船所 | 1971年 （昭和46年） 5月8日  | 1972年 （昭和47年） 11月22日 | 1973年 （昭和48年） 9月28日  | 1990年 （平成2年） 6月8日  | 1993年 （平成5年） 3月17日  |
| S119     | SS-570 ATSS-8003 | くろしお | 川崎造船 神戸工場     | 1972年 （昭和47年） 7月5日  | 1974年 （昭和49年） 2月22日  | 1974年 （昭和49年） 11月27日 | 1991年 （平成3年） 3月20日 | 1994年 （平成6年） 3月1日   |
| S119A    | SS-571 ATSS-8004 | たかしお | 三菱重工業 神戸造船所 | 1973年 （昭和48年） 7月6日  | 1975年 （昭和50年） 6月30日  | 1976年 （昭和51年） 1月30日  | 1992年 （平成4年） 7月6日  | 1995年 （平成7年） 7月26日  |
| S119A    | SS-572 ATSS-8005 | やえしお | 川崎造船 神戸工場     | 1975年 （昭和50年） 4月14日 | 1977年 （昭和52年） 5月19日  | 1978年 （昭和53年） 3月7日   | 1994年 （平成6年） 8月14日 | 1996年 （平成8年） 8月1日   |

## 登場作品

### 小説
- ニセコ要塞1986：IBM艦隊所属の潜水艦として名前だけ登場している。